# Anne Brécart
Anne Brécart, née le 12 mars 1960 à Zurich, est une écrivaine et traductrice littéraire suisse.

## Biographie
Elle est née en 1960 et a passé son enfance à Zurich où elle étudie dans des écoles de langue allemande. Elle fait ses études de lettres allemandes en Suisse romande et réside aujourd'hui à Genève.
Parmi ses traductions littéraires figurent, entre autres, les romans de Gerhard Meier, qu'elle a publiés sous le nom d'Anne Lavanchy.
Elle enseigne la philosophie et l’allemand au collège et donne des ateliers d’écriture au « Salon ».  Auteure de sept romans et d’un livre pour enfant, son activité lui a valu une large reconnaissance en Suisse romande et ailleurs —  La Lenteur de l’aube (2012) a été traduit en russe et Angle mort (2002) lui a valu le Prix Schiller. Anne Brécart vit à Genève depuis 1975.

## Œuvres
- Les Années de verre, Éditions Zoé, 1997.
- Angle mort, Éditions Zoé, 2002. Prix Schiller Découverte
- Le Monde d’Archibald, Éditions Zoé, 2009.
- La Lenteur de l’aube, Éditions Zoé, 2013[2].
- La Femme provisoire, Éditions Zoé, 2015[3].
- Cœurs silencieux, Éditions Zoé, 2017.
- La patience du serpent, Éditions Zoé, 2021.

### Nouvelles
- Bateau de nuit dans : Viceversa littérature 8 (2014)
- Le jardin de Cocagne dans : Novel of the World, Fondazione Alberto et Arnoldo Mondadori (2015)